# Tamyris
Tamyris, także Tamiris, Thamarys, Tamyras (gr. Θάμυρις) – postać w mitologii greckiej, śpiewak pochodzący z Tracji. Uważany za największego po Orfeuszu poetę greckiego.
Przypisywano mu wprowadzenie licznych innowacji w muzyce i wynalezienie skali doryckiej. Miał skomponować poematy Teogonia, Kosmogonia i Tytanomachia. Uważany był za syna Filammona i nimfy Argiope, według innej wersji jego matką była Erato lub Melpomena. Sztuki muzycznej miał go uczyć Linos, on sam natomiast miał być nauczycielem Homera. Miał rywalizować z Apollem o względy Hiacynta. Przekonany o swoich umiejętnościach chełpił się, że przewyższyłby w zawodach same Muzy, za co został pokarany ślepotą oraz utratą głosu i słuchu. Zrozpaczony roztrzaskał swoją lirę i rzucił się do rzeki Balyra na Peloponezie.